# Rhododendron lanceolatum
Rhododendron lanceolatum är en ljungväxtart som beskrevs av Ridley. Rhododendron lanceolatum ingår i släktet rododendron, och familjen ljungväxter. Inga underarter finns listade i Catalogue of Life.